# Commer BF
Le Commer BF est un fourgon produit par la société britannique Commer de 1953 ou 1956 à 1965. Il utilisait certains composants du Humber Hawk, notamment le moteur essence 4 cylindres de 2,3 litres, avec une version diesel. La charge utile était de 1,5 tonne. En raison de la relation entre Commer et Karrier à l'époque, une version a également été vendue par Karrier.
Le Commer BF était principalement disponible en version fourgonnette, mais une version camion à plateau a également été construite en petit nombre, principalement pour l'exportation. Au Royaume-Uni, ils ont été souvent transformés en camionnettes de glaces et en ambulances. En 1961, le Commer Walk-Thru a commencé à être produit comme successeur, mais le Commer BF est resté en production jusqu'en 1965 comme alternative moins chère.